# Ernest Frederic I de Saxònia-Hildburghausen
Ernest Frederic I de Saxònia-Hildburghausen (en alemany Ernst Friedrich I von Sachsen-Hildburghausen) va néixer el 21 d'agost de 1681 a Gotha (Alemanya) i va morir a Hildburghausen el 9 de març de 1724. Era un noble alemany, fill del duc Ernest III (1655-1715) i de Sofia Enriqueta de Waldeck (1662-1702).
Va iniciar la seva carrera militar de ben jove, al servei de l'exèrcit imperial. Va lluitar com a coronel a Tönning i com a general de cavalleria a la batalla de la Schellenberg. Durant la Guerra de Successió Espanyola, el 1704, va prendre part en la batalla de Höchstadt, on va resultar ferit d'un braç. El 1708 va ser nomenat director general de la Guàrdia Imperial, el 1709 promogut a general dels Estats Generals, i des de 1721 va ser ascendit per l'emperador Carles VI a tinent imperial. Amb tot des de la mort del seu pare, el 1715, ja havia deixat l'exèrcit per dedicar-se a governar el ducat de Saxònia-Hildburghausen.
Com la majoria dels prínceps alemanys, Ernest Frederic va voler reproduir la fastuositat de la Cort de Lluís XIV de França al seu castell de Hildburghausen, cosa que li provocà la ruïna econòmica. Necessitat de diners es va veure obligat a vendre ciutats i a incrementar els impostos. Entre altres, el 1720, per tal de pagar els deutes derivats de la construcció del seu palau es va vendre el comtat de Cuylenburg, que formava part del dot de la seva dona, al duc de Saxònia-Meiningen. Aquesta venda era il·legal sense el consentiment de Sofia d'Erbach, i provocà una guerra entre els ducats de Saxònia-Hildburghausen i Saxònia-Meiningen.
Anteriorment, el 1717, ja havia patit una revolta a causa de l'increment d'impostos amb què gravava els seus súbdits.

## Marimoni i fills
El 4 de febrer de 1704 es va casar amb Sofia Albertina d'Erbach-Erbach (1683-1742), filla del comte Jordi Lluís I (1643-1693) i de la princesa Amàlia Caterina de Waldeck-Eisenberg (1640-1697). El matrimoni va tenir deu fills.
- Ernest Lluís (1704-1704)
- Sofia Amàlia (1705-1708)
- Ernest (1707-1707)
- Ernest-Frederic (1707-1745), hereu del ducat de Saxònia-Hildburghausen, casat amb Carolina d'Erbach-Fürstenau (1700-1758).
- Frederic August (1709-1710)
- Lluís Frederic (1710-1759), casat amb Cristiana de Schleswig-Holstein-Pon (1713-1778).
- Elisabet Albertina (1713-1761), casada amb Carles Lluís de Mecklenburg-Strelitz (1708-1752).
- Emmanuel (1715-1718)
- Elisabet (1717-1717)
- Jordi Frederic (1720-1720)